# Brabham BT60Y
Der Brabham BT60Y war ein Formel-1-Rennwagen des britischen Teams Motor Racing Developments (Brabham), der in der Formel-1-Saison 1991 eingesetzt wurde. Mit ihm kehrte das japanische Unternehmen Yamaha nach einem Jahr Pause als Motorenhersteller in die Formel 1 zurück. Das Team erzielte mit dem BT60Y nur geringe Erfolge. Das Auto wurde im darauf folgenden Jahr, nun mit einem Judd-Motor ausgerüstet, unter der Bezeichnung BT60B erneut an den Start gebracht.

## Konstruktion

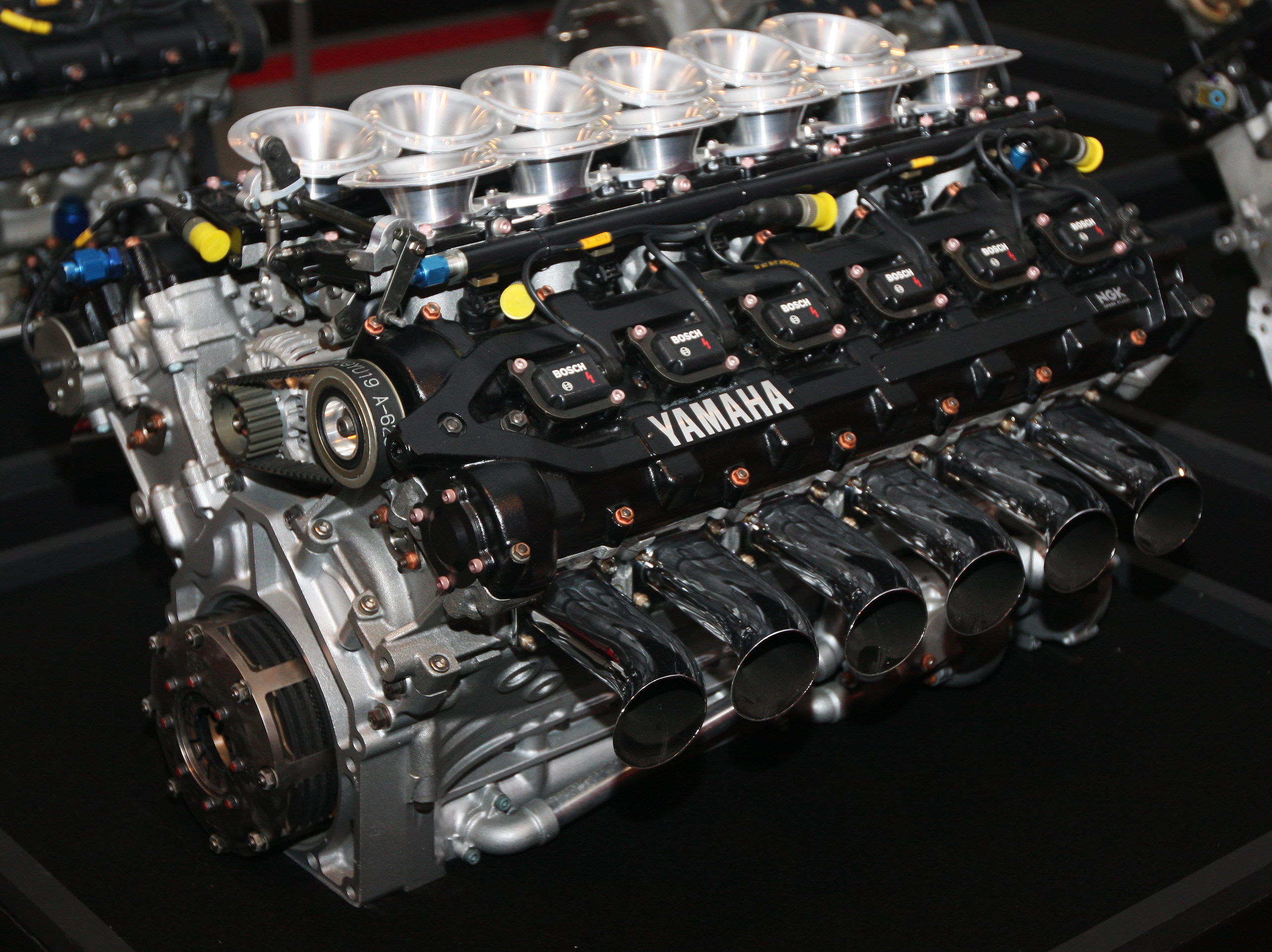
Für Brabham neu entwickelt: Der Yamaha OX99

Der Brabham BT60Y wurde unter der Leitung von Sergio Rinland entwickelt. Das Monocoque aus kohlenstofffaserverstärktem Kunststoff war anfänglich zu schwach ausgelegt. Während der ersten Rennen zeigten sich starke Verwindungen. Das Team musste das Monocoque daraufhin in der laufenden Saison umbauen und verstärken. Die Radaufhängung bestand vorne und hinten aus doppelten Dreieckslenkern. Die innenliegenden Feder-Dämpfer-Einheiten wurden über Schubstangen betätigt. Die Karosserie war in einigen Bereichen eigenwillig. So hatte der Bug eine vergleichsweise große, kugelförmig zulaufende Nase, unter der der Frontflügel aufgehängt war. Die Luft für den Motor wurde über eine breite ovale Öffnung in der Lufthutze zugeführt.
Das Auto wurde von einem Yamaha-Zwölfzylindermotor vom Typ OX99 angetrieben. Er war neu konstruiert worden und hatte keinerlei Verbindung mehr zu dem 1989 von Zakspeed eingesetzten Yamaha-Achtzylinder, der sich als leistungsschwach und unzuverlässig erwiesen hatte. Der OX99 war außer dem Zwölfzylindermotor der Scuderia Ferrari der einzige Formel-1-Motor mit fünf Ventilen pro Zylinder. Die Leistung wurde von Beobachtern auf etwa 650 PS (478 kW) bis 660 PS (485 kW) geschätzt; das entsprach annähernd dem Niveau der Achtzylinder-Kundenmotoren von Cosworth. Andere Quellen billigten dem Motor etwa 700 PS (515 kW) zu. Die Kraft übertrug ein quer gestelltes Sechsganggetriebe.

## Renneinsätze
Der Brabham BT60Y wurde in der Formel-1-Saison 1991 zu 14 von 16 Rennen gemeldet. Seine Fahrer waren Martin Brundle und Mark Blundell.
Bei den ersten beiden Rennen des Jahres war der BT60Y noch nicht einsatzbereit; das Team trat daher in den USA und in Brasilien mit den aus dem letzten Jahr bekannten Modellen BT59 an, die an den neuen Yamaha-Motor angepasst worden waren.
Der BT60Y debütierte beim Großen Preis von San Marino 1991. Brundle und Blundell kamen hier jeweils ins Ziel, erreichten aber keine Weltmeisterschaftspunkte. Bei den folgenden Rennen erwies sich der BT60Y als technisch unausgereift; das Team musste viel Zeit, die eigentlich für Abstimmungsarbeiten erforderlich war, in Modifikationen des Chassis und der Aufhängung investieren. Diese Eingriffe banden Zeit und lähmten die Weiterentwicklung des Autos. Erst beim Großen Preis von Belgien im August 1991 erreichte Blundell die erste Zielankunft in den Punkterängen; er beendete das Rennen als Sechster. Brundle wurde beim Großen Preis von Japan Fünfter. Das waren die einzigen Meisterschaftspunkte, die Brabham 1991 einfahren konnte. Das Team schloss die Saison mit drei Punkten als Zehnter der Herstellerwertung (construktors' championship) ab.
Yamaha verließ das Team zum Jahresende; das japanische Unternehmen rüstete 1992 das junge Team Jordan Grand Prix mit seinen Motoren aus.

## Rennergebnisse
Brahham BT60Y Yamaha OX99 V12
| Fahrer               | Nr.                  | 1 | 2 | 3  | 4   | 5   | 6   | 7   | 8   | 9  | 10  | 11 | 12 | 13  | 14  | 15   | 16  | Punkte | Rang |
| -------------------- | -------------------- | - | - | -- | --- | --- | --- | --- | --- | -- | --- | -- | -- | --- | --- | ---- | --- | ------ | ---- |
| Formel-1-Saison 1991 | Formel-1-Saison 1991 |   |   |    |     |     |     |     |     |    |     |    |    |     |     |      |     | 3      | 10.  |
| M. Brundle           | 7                    |   |   | 11 | EX  | DNF | DNF | DNF | DNF | 11 | DNF | 9  | 13 | 12  | 10  | 5    | DNQ | 3      | 10.  |
| M. Blundell          | 8                    |   |   | 8  | DNF | DNQ | DNF | DNF | DNF | 12 | DNF | 6  | 12 | DNF | DNF | DNPQ | 17  | 3      | 10.  |